# Боју де Жос (Хунедоара)
Боју де Жос (рум. Boiu de Jos) насеље је у Румунији у округу Хунедоара у општини Гурасада. Oпштина се налази на надморској висини од 299 m.

## Становништво
Према подацима из 2002. године у насељу је живело 62 становника, од којих су сви румунске националности.